# Rhythmus 21
Rhythmus 21 er en tysk stumfilm fra 1921 af Hans Richter. Filmen er i genren absolute film og varer omkring 3 minutter. Den er den første del af Richters Film Ist Rhythm-serie og betragtes af eksperter som en tidlig og indflydelsesrig film for den abstrakte filmbevægelse. Mange absolutte film blev beskrevet som en blanding af kunst, film og musik, fordi de på skærmen præsenterer mange musikalske elementer såsom dynamik, rytme og bevægelse. Filmene i denne serie får deres navn fra deres visuelle rytmiske element, der minder meget om musik.